# Ladyhawke (álbum)
Ladyhawke é o álbum de estréia auto-intitulado da cantora neozelandesa Ladyhawke que foi lançado no dia 28 de setembro de 2008. Contém 5 singles, incluindo o top ten single My Delirium.

## Capa
A capa é uma pintura em aquarela feita pela ilustradora e pintora Sarah Larnach. Ladyhawke está jogando vídeo game numa televisão que não pode ser vista. Também podemos ver 3 gatos, um controle de vídeo game, um console de Mega Drive, um sintetizante Microkorg.
A edição especial do álbum foi feita pela mesma pintora. Na capa, há apenas a Ladyhawke num fundo branco.

## Desempenho nas Paradas
Ladyhawke estreou na posição #16 no  Australian Albums Chart durante a semana de 29 de setembro de 2008, fcaindo para #28 na semana seguinte. Até agora, o álbum esteve 25 semanas não concecutivas na lista e foi certificado Ouro pela  Australian Recording Industry Association (ARIA), vendendo mais de 35,000 copias.
Na Nova Zelândia, o álbum estreou na posição #15 em 29 de setembro de 2008, ficando no topo da lista um ano depois, em 19 de outubro de 2009. Ficou 40 semanas não consecutivas na parada e ganhou uma certificação Platina da Recording Industry Association of New Zealand (RIANZ) em 20 de dezembro de 2009, tendo tido mais de 15,000 copias vendidas.
No Reino Unido, to álbum estrei no  UK Albums Chart na posição  #47 em 28 de setembro de 2008, com vendas na primeira semana de 3,500 copias, e saiu do top 100 na semana seguinte. Subsequentemente, o álbum re-entrou em 4 de janeiro de 2009 na posição #95 em duas listas, o lançamento do single "My Delirium" e o re-lançamento em 2009 de "Paris Is Burning",subindo para a posição de número 16 em 3 de maio de 2009. O álbum ficou 33t semanas na listat foi certificado Ouro pela British Phonographic Industry (BPI) em 17 de abril de 2009 por suas vendas em excesso de 100,000 copias.

## Singles
- Seu primeiro single, "Back of the Van", foi lançado como download digital em 2008. Em 19 de maio de 2009, "Back of the Van" foi re-relançada no Reino Unido.
- O segundo single do álbum foi "Paris Is Burning", lançado em 30 de junho de 2008. Até agora, é o segundo single que fez mais sucesso na carreira da cantora (só perde para "My Delirium") na Nova Zelândia, a música estriou na posição de número 40, se mantendo na lista por uma semana. No ARIA Singles Chart da Astrália ficou na posição 67,antes de subir para a posição 22 e ficou na lista por várias semanas. No UK Singles Chart estreou como número 61, na semana seguinte caindo para o número 100 e ficou na lista por duas semanas. Um re-relançamento em 2 de março de 2009 via "Paris Is Burning" sendo o single #5 no Reino Unido, alcançando sua máxima posição como o número 47 no UK Singles Chart.
- O terceiro single foi "Dusk Till Dawn", lançado em 15 de setembro de 2008. Começou sendo número 78 no UK Singles Chart, atingindo apenas o número 75 e ficando na lista por uma semana.
- O quarto single lançado foi "My Delirium", lançado em 8 de dezembro de 2008. Começou como single #119 sozinho como download digital, na semana seguinte ainda em vendas digitais subiu 44 posições até alcançar o número 75, em seguida subiu peara a posição #62. Tendo vendas digitais e físicas, entrou para o top 40 em #33, fazendo o single se tornar o de mais sucesso na carreira da cantora até agora. "My Delirium" atingiu a posição #13 na Nova Zelândia e número 8 na Austrália.
- "Magic" foi enviada para as estações de rádio australianas em 10 de junho de 2009 e começou a ser tocada na Nova Network. Foi lançada no Reino Unido em 28 de setembro de 2009, sendo assim o quinto single do álbum.

## Faixas
Todas as faixas foram escritas por Ladyhawke. Co-escritores indicados abaixo
| N.º | Título                 | Compositor(es)                             | Duração |  |
| 1.  | "Magic"                | Pascal Gabriel                             | 3:27    |  |
| 2.  | "Manipulating Woman"   | Roy Kerr; Anu Pillai                       | 3:35    |  |
| 3.  | "My Delirium"          | Pascal Gabriel; Alex Gray; Hannah Robinson | 4:16    |  |
| 4.  | "Better Than Sunday"   | Jim Eliot; Paul Harris                     | 3:28    |  |
| 5.  | "Another Runaway"      | Pascal Gabriel; Alex Gray                  | 3:17    |  |
| 6.  | "Love Don't Live Here" | Jim Eliot                                  | 4:03    |  |
| 7.  | "Back of The Van"      | Michael Di Francesco                       | 3:40    |  |
| 8.  | "Paris Is Burning"     | Roy Kerr; Anu Pillai                       | 3:49    |  |
| 9.  | "Professional Suicide" | Greg Kurstin                               | 3:43    |  |
| 10. | "Dusk Till Dawn"       | Pascal Gabriel; Alex Gray; Hannah Robinson | 2:37    |  |
| 11. | "Crazy World"          | Jim Eliot                                  | 3:35    |  |
| 12. | "Morning Dreams"       | Pascal Gabriel                             | 4:00    |  |

A versão do Reino Unido contém a faixa "Oh My" entre "Dusk Till Dawn" e "Crazy World".
| Edição do Reino Unido |         |                   |         |  |
| N.º                   | Título  | Compositor(es)    | Duração |  |
| 11.                   | "Oh My" | Gabriel Olegavich | 3:24    |  |

| Edição Especial |                    |                   |         |  |
| N.º             | Título             | Compositor(es)    | Duração |  |
| 13.             | "Oh My"            | Gabriel Olegavich | 3:24    |  |
| 14.             | "Danny & Jenny"    |                   | 3:33    |  |
| 15.             | "Paris Is Burning" |                   | 4:09    |  |
| 16.             | "Dusk Till Down"   |                   | 2:42    |  |
| 17.             | "My Delirium"      |                   | 4:42    |  |

## Posições
| Parada (2008/2009) | Melhores posições |
| ------------------ | ----------------- |
| Australia          | 16                |
| Europa             | 62                |
| Nova Zelândia      | 1                 |
| Reino Unido        | 16                |
| Estados Unidos     | 41                |

| País          | Certificação |
| ------------- | ------------ |
| Austrália     | Ouro         |
| Nova Zelândia | Platina      |
| Reino Unido   | Ouro         |

## Lançamento
| País           | Data                   | Distribuidora |
| -------------- | ---------------------- | ------------- |
| Austrália      | 20 de setembro de 2008 | Modular       |
| Reino Unido    | 22 de setembro de 2008 | Island        |
| Alemanha       | 23 de setembro de 2008 | Universal     |
| Estados Unidos | 18 de novembro 2008    | Modular       |